# Ґіжин (Великопольське воєводство)
Ґіжин (пол. Giżyn, нім. Geischen) — село в Польщі, у гміні Бояново Равицького повіту Великопольського воєводства.
Населення — 232 особи (2011).
У 1975-1998 роках село належало до Лешненського воєводства.

## Демографія
Демографічна структура станом на 31 березня 2011 року:
|          | Загалом | Допрацездатний вік | Працездатний вік | Постпрацездатний вік |
| -------- | ------- | ------------------ | ---------------- | -------------------- |
| Чоловіки | 121     | 25                 | 89               | 7                    |
| Жінки    | 111     | 16                 | 68               | 27                   |
| Разом    | 232     | 41                 | 157              | 34                   |